# Старий Бобрик
Старий Бо́брик — село в Україні, у Новоборівській селищній територіальній громаді Житомирського району Житомирської області. Населення становить 453 особи (2001).

## Географія
Старий Бобрик розташований в межах природно-географічного краю Полісся і за 18 км від селища Хорошів. Найближча залізнична станція — Нова Борова, за 3 км. Поблизу села протікає річка Ірша.

## Населення
За даними перепису 2001 року населення села становило 453 особи, з них 99,12 % зазначили рідною українську мову, а 0,88 % — російську.

## Історія

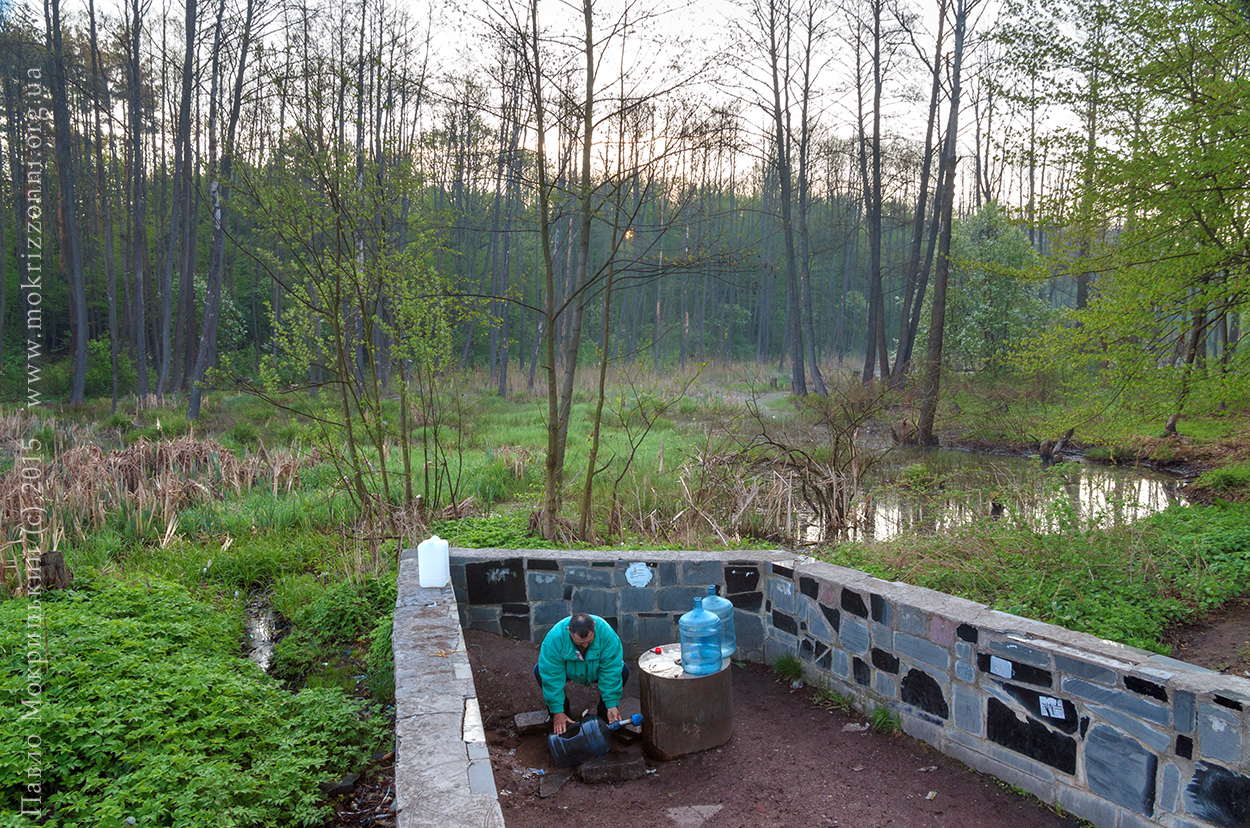
Старовинна криничка — джерело

У 1906 році в селі мешкало 347 осіб, налічувалось 45 дворових господарств.
У 1924—54 роках — адміністративний центр колишньої Старобобрицької сільської ради Володарсько-Волинського району.

## Пам'ятки
- На території Старого Бобрику є братська могила радянських воїнів, які загинули під час німецько-радянської війни.
- На околиці села розташована гідрологічна пам'ятка природи — «Криничка».